# حمد بن عيسى بن علي آل خليفة
حمد بن عيسى بن علي آل خليفة (1872 - 1942)، الحاكم العاشر للبحرين، تولى الحكم منذ وفاة أبيه عيسى بن علي آل خليفة عام 1932. عُرف بكرمه وفروسيته، وربّاه والده عند أجلّ العلماء. تولى الحكم بعد إبعاد والده من قبل السلطات البريطانية آنذاك.

## ولادته
ولد الشيخ حمد ابن الحاكم الشيخ عيسى بن علي عام 1291هـ فربّاه والده تربية الملوك وجلب له ولأخواته الأساتذة، فتخرج على أيديهم.... وهو يذكرون قوة حافظته وغزارة فضله، وله في الشجاعة والفروسية المقام الأولى فحاز من الكرم والجود نصيبا كبيرا يذكره النبهاني قائلا: تسامى على الأقران بالفضل والقدر بهمته حاز المحاسن كالبدر أمير له أوج المعرف مركب وأراه عمت على البر والبحر له الأرض طرأ تحت قبضة سيفه وأفعاله تنبي عن أسر والجهر مليك له خلق كريم ومنطق يقربه أهل الدراية والفخر، ومع أن بريطانيا أحكمت قبضتها على البحرين في عهد الشيخ حمد بن عيسى إلا أنها كانت فترة بداية عصر النهضة الحديثة التي تمتد آثارها منذ ذلك العهد حتى الاستقلال فهذه الأسرة الكريمة لم تنفصل عن عاداتها وأصالتها الشرقية أو القبلية يوما ما سواء كان أفرادها من الأمراء أم من الأفراد من أهلها. فالطفل فيهم ينشأ حاملا عاداته وأخلاق آبائه.

## بداية حكمه ورؤيته
لقد اشترك الشيخ حمد في كثير من الصفات مع آل خليفة الكرام، في العادات والأخلاق حتى أنهم كانوا يرتادون ذات الأماكن مع تجديد وتحديث في محتواها ويعيشون في ذات المنازل التي عاشها الأب والجد... وكأن ظل الراحل منهم يمتد لظل الحي من بعده وأسرة آل خليفة بما فيهم الأمير الشيخ حمد بن عيسى وولده فيما بعده الشيخ سلمان بن حمد ووالده الشيخ عيسى بن علي كانوا مرتبطين بعاداتهم الأصيلة من إكرام الضيف واستقبال الغريب وتقدير ذوي الشأن والاعتراف بجميلهم. فهم بالرغم من ضيافتهم وتبرمهم من تدخل الإنجليز في شؤون بلادهم الداخلية إلا أنهم مع هذا كانوا يدينون لهم بالولاء نظرا لما قدموه لهم من معروف نظرة الواثق من أن هذه الدولة الكبرى سوف تحمي استقلال بلاده ولا تجعل ليد طامعة مكانا فيها.
مع الإنجليز
وثق الشيخ حمد بالإنجليز وكتب لهم المعاهدات كي يديروا البلاد معه ويدخلوا في حياتها المعاصرة كل علم واختراع يمكن أن يرفع من شأن هذه البلاد ومن قدرتها للمعاصرة على مستوى بريطانيا والدول العظمى في عهده وتلك أسرار نظرة الحكيم العالم بالأمور. فبلاده صغيرة ذات موارد محدودة لا تستطيع أن تتحكم فيها وكانت لدى المبتعثين من الإنجليز الخبرة والثقافة والدهاء والذكاء بحيث يقنعون الشيخ أنهم يفعلون ويقدمون كل ما يفعلونه ما هو إلا لمصلحة البحرين من اجل تقدمها ورفعة شأنها.... ولهذا لعبت السياسة البريطانية دورها في تفريق الكلمة، ولولا ثبات وذكاء الشيخ حمد بن عيسى وابنه الشيخ سلمان من بعده لكانت البحرين ستظل على ما كانت عليه قبل عهد الشيخ عيسى بن علي.... ولولا صبر هؤلاء الشيوخ الثلاثة منذ عام 1921م وحتى عام 1961م لما استطاعت البحرين أن تنال استقلالها فيما بعد، والشيخ حمد بن عيسى نهج كأبيه في الحلم والتسامح والعدل، فقد تعاون مع ديلي في إدخال الأنظمة الجديدة في التعامل مثل إنشاء نظام الحراسة من الشرطة وأحضر من البنجاب رجالا مدربين جعلهم شرطة البلاد.. كما كان ديلي (صاحب فتنة) حيث كان يجتمع بأهالي البحرين ويحرضهم على الطائفية.

## هو ومستشار الحكومة البريطانية
بينما كان يتولى المقيم السياسي البريطاني التمثيل الخارجي للإمارات في الخليج خصص المستشار ليساعد الشيخ في إدارة شؤون الإمارة.
ففي عهد الشيخ حمد بن عيسى آل خليفة، عين أول مستشار للحكومة، وهو شارلز بلكريف وذلك في عام 1926م، في دائرة سميت مستشارية حكومة البحرين. أما الأسباب التي أدت إلى استحداث منصب المستشار، فهي ترجع إلى الاضطرابات التي عمت البحرين عام 1919م، إثر وقوف الحركة الوطنية ضد تطبيق القوانين المدنية والجنائية في البحرين، والتي كان معمولا بها في الهند.
وقد واجه المعتمد البريطاني الميجور ديلي هذه الأحداث بعنف شديد، فكان ذلك تحديا منه لسلطات الشيخ عيسى بن علي حاكم البحرين آنذاك، حتى أصبح المعتمد حاكما عسكريا في البحرين قرابة أربعة أعوام أي من عام 1922م إلى عام 1926م.
وتطبيقا للوضع الراهن رأت حكومة الهند، إبعاد الميجور ديلي من البحرين، ودعوة الشيخ حمد بن عيسى ولي العهد لاستلام السلطة ثم تعين مستشارا له يعينه على تأسيس أول نواة للحكم المحلي الإداري، وذلك بإقامة نظام البلديات عام 1926م، وكذلك للبدء بصفحة جديدة من العلاقات بين حكومة الهند والبحرين.
استطاع بلجريف أن يحظى بتقدير كبير من الشيخ حمد بن عيسى
وكان بالفعل يعد مساعدا للشيخ في كثير من الأمور. وقد بدأ عمله بصفته مستشارا ماليا لحكومة البحرين ثم تحول إلى مستشار سياسي وعسكري وقضائي.
وقد تمركزت السلطة في يد بلكريف فأصبح قومندانا للشرطة ورئيسا للقضاة ومشرفا عاما على جميع الدوائر كالصحة والمعرف والأشغال العامة والطابور (المساحة) والجمارك والبلديات والحدائق العامة.
والواقع أن كثرة المسؤوليات لم تمكن المستشار من تحقيق النجاح المطلوب في جميع الأمور، إلا أنه حقق نجاحا نسبيا في بعض المجالات كالتربية والتعليم وشؤون المساحة والأمن الداخلي.
وقد استمر بلغريف في البحرين طيلة ثلاثين عاما. عاصر خلالها شيخين من حكام البحرين، هما الشيخ حمد بن عيسى والشيخ سلمان بن حمد آل خليفة.

## البحرين في عهده
شهدت فترة الشيخ حمد بن عيسى بن علي آل خليفة تدفق النفط في البحرين، التي تعتبر أول منطقة في الجزيرة العربية يُكتشف فيها النفط، ودخول البلاد عصراً جديداً من التنمية، وظهرت الخدمات العامة كالصحة والكهرباء والماء إلى جانب التعليم، كما تمّ إنشاء جسر الشيخ حمد ليربط مدينة المحرق بمدينة المنامة.

## عصر النفط
في عهده بدأ البحث عن النفط، وعثر عليه في سنة 1932 وقد كان أول عثور للنفط في شبه الجزيرة العربية، كما تأسست شركة لاستخراجه وتصديره مما أدى إلى ازدهار البلاد بشكل كبير. أسس أول مكتب جمركي في عام 1917 والذي يقع في ميناء المنامة بعدما رغب في القيام بإصلاحات إدارية وتنظيمية، وألغى نظام الالتزام وأنشأ إدارة جمركية، كما أمر بإنشاء ميناء بتكلفة 5000 روبية عام 1923، وفي العام التالي عين الإنجليزي السيد دي جرينيد مديراً له. ترأس البلدية لتسع سنوات بين عامي 1920 و1929. في عام 1941 افتتح جسراً مسمى باسمه بين العاصمة المنامة وجزيرة المحرق. تعامل مع الصراعات الدولية في المنطقة بواقعية بعدما كسب تأييد الشعب. بالإضافة إلى ذلك عمل على تنمية الخدمات بشكل ملحوظ مثل الكهرباء والماء والصحة، بجانب التعليم.

## لقاؤه مع مستشار الحكومة
يقول بلغريف في مذكراته
حين غادرنا المنامة متوجهين إلى الصخير كانت الشمس قد قاربت المغيب وتلونت السماء بلون أصفر غريب، وفي وسط صحراء تفصل القصر عن مزارع النخيل، اختلطت الروائح المنبعثة من الخراف والخيل والإبل، برائحة الجمر المحترق والعود وخلقت تركيبة غريبة أعادت إلى أذهاني ذكريات ليالي المعسكرات الخاصة بالجيش البريطاني في الصحراء الغربية. وفي ضوء القمر شاهدت لأول مرة الشيخ حمد بقامته المهيبة ولباسه العربي الأبيض، يغطي رأسه شال من الكشمير وعقال مذهب تسقط عليه خيوط من شعاع القمر فتنعكس في صورة جميلة تشع منها انعكاسات ذهبية بعضها من عباءته والأخرى من مقبض خنجره المذهب.
كان الشيخ يلبس نعالا مطرزة، فإلى ذلك الحين لم يأت اليوم الذي يلبس به العربي الحذاء، كما أن الأوروبي الزائر للشرق لم يستبدل حذاءه بالنعال. وأمامي كان يقف الشيخ، رجل أنيق ملامحه رائعة وعيناه سوداوان تدب فيهما الحياة، أما لون بشرته فقد كان يشبه إلى حد كبير سمار الأوروبيين الجنوبيين. هذا الوجه الرائع تزينه لحية سوداء اكتشفت – يقول بلغريف – بعد فترة بأنه كان يصبغها كل إسبوعين وكانت تلك العملية تسبب له حساسية لعدة أيام يصعب أثنائها الاتصال به.
لقد كانت خطى الشيخ بطيئة وطوال مدة إقامتي في البحرين، لم أره يوما مسرعا في مشيه (ما عدا في القنص) ويبدو أن المشي ببطئ يعتبر جزءا من شخصية الشيخ وكذلك عدم الضحك أو إبداء الاهتمام بالطرف الأخر. جلسنا في حجرة يبلغ طولها أربعين قدما، مفروشة بالسجاد والمفارش العربية، وتزين جدرانها تشكيلات من الجص، أما الأبواب والنوافذ فمصنوعة من خشب الصاج الهندي.
لقد كان سقف المجلس عملا فنيا اندثر تدريجيا في البحرين ولم يعد أحد يستخدم البوص أو الحصر والمنجرف بعد وصول الخرسانة في سنوات لاحقة. أسندنا ظهورنا إلى وسائد كبيرة حشيت بالقطن وغطتها ألبسة بيضاء (طرزت بعد ذلك في منازل كثيرة بعد دخول فن التطريز إلى مدارس البنات في البحرين). وفي الطرف الآخر من المجلس استلقت مجموعة من الكلاب السلوقية إلا واحدة منها «حوشة» السلوقية المفضلة لدى الشيخ والتي كانت ترافقه في كل مكان حتى في زياراته الرسمية.
" قهوة " تردد الصوت من مجلس الشيخ إلى الباب الخارجي وانتهى برد أو صدى جاء من بعيد ليكرر " قهوة “، وبعد برهة من الزمان جاءت القهوة العربية في دلة من نحاس ومزيج من القهوة والهيل والقرفة. وحول سفرة العشاء جلسنا ننتظر الأواني النحاسية التي جاءت محمولة على الرؤوس. كانت الجلسة حول السفرة سهلة بالنسبة لي فقد اعتدت ذلك، لكن الأمر كان مختلف بالنسبة للسيدات وكانت تجربة جديدة جديرة بالمحاولة، وكذلك كان الأكل باليد تجربة أخرى لا بد من ممارستها، أثناء العشاء تسائل ابن الميجر ديلي كيف دخلت البيضة في بطن الدجاجة وكيف دخلت الدجاجة في بطن الخاروف؟ أما أنا فقد استمتعت بالكم الهائل من الرز والزبيب واللوز واللحم الجيد.
في نظام أهل البحرين عادة ما يكون العشاء أحد الطقوس التي يصاحبها الهدوء الكامل. فالولائم العربية مناسبات للأكل لا للحديث:«انعم الله عليك» ترددت هذه العبارة كلما انتهى أحد الجالسين حول السفرة من الأكل ومعها أعطى كل زائر شرائح خشبية من القصب لتنظيف أسنانه من اللحم.
يتابع بلغريف – بعد العشاء لم أتمكن من التدخين، فالشيخ حمد لا يدخن بعد العشاء وهو يكره الدخان بصورة عامة حتى لو كان صادرا من احتراق الأغصان الجافة. كان الحديث حميما بعد العشاء وأبدى الشيخ استغرابه مني أنا وزوجتي خاصة إننا غادرنا لندن بعد خمسة أيام فقط من زواجنا. وعلق الشيخ مازحا بأنه يعتقد اننا تعمدنا ذلك لنتحاشى المواقف التي يتعرض العرسان الجدد حين توجه أليهم أسئلة محرجة. قبل مغادرتنا قصر الصخير، أبدى الشيخ حمد قلقه بخصوص الوضع الأمني في البحرين وكان الحديث مع ديلي يتعلق بهذا الشأن، فالحوادث وإن كانت صغيرة تؤثر في استقرار البلدان الصغيرة.
آنذاك كانت البحرين في بداية عهد الإدارة والنظام وكان الخوف على أمن البلاد يوازيه قلق لدى التجار وأصحاب الأموال والأملاك من أن تنالهم خطة الإصلاح أو تؤثر على مواردهم المالية.
تنصيب الشيخ حمد حاكما للبحرين
وفي هذه المناسبة يقول بلغريف في مذكراته
في التاسع من ديسمبر عام 1932م، توفي الشيخ عيسى بن علي آل خليفة، وكان في الرابعة والتسعين، غير أن حساب عمره بالتاريخ الهجري يختلف (حيث يعد فوق السابعة والتسعين)، وهذا شي آخر استطعت أنا تغيره – يقول بلغريف – عام 1953م، حين اعتمدت حكومة البحرين السنة الميلادية في حساباتها الفلكية.
بعد وفاة الشيخ عيسى بن علي قام المعتمد السياسي بتقديم «الخريطة» إلى الشيخ حمد نيابة عن نائب الملك في الهند، وهذا يعني اعتراف حكومة الهند بالشيخ حمد حاكما بالبلاد.
كان تنصيب الشيخ حمد مناسبة سعيدة أقيمت لها حفلة خاصة في قاعة المدرسة الجديدة، وعملت أنا إلى جانب زوجتي ما جوري للإعداد لهذه الحفلة.
من سوق البحرين اشترينا القماش القرمزي وخيوط الذهب، وكانت الأقمشة من صناعة اليابان ولكنها جيدة.
وفي وسط القاعة أقمنا كرسي العرش الذي صنعه النجارون المحليون، وكان في شكله النهائي وتحت الأنوار الخافتة، آية في الجمال ونال إعجاب الكثيرين. كانت ملابس الشيخ حمد المطرزة وعقال الرأس الذهبي إلى جانب الخنجر الذي توسط حزامه والسيف الذي يحمله محط أنظار الناس وإعجابهم، وكذلك كان بقية رجال العائلة في أفخر الملابس المناسبة للاحتفال. أما المقيم وأتباعه فقد ارتدوا اللباس العسكري وكذلك رجال البحرية البريطانية والطيران، وارتديت أنا بدلة الصباح الرمادية.
كان الأمر الوحيد الذي أخلّ بنظام حفل التتويج، الخطب الطويلة التي لم تدخل ضمن برنامج الحفل وتوقيته. ولمدة ثلاثة أيام استمرت الاحتفالات والرقصات الشعبية، وكان موكب الشيخ المار بالسوق وسط المحلات المزينة والمصابيح الملونة وجموع الناس شبيها بمشهد من مشاهد الباليه الروسي. الهواء حولي مليء برائحة ماء الورد والعود، وأنا في سيارة الشيخ وبرفقته، في حين كانت زوجتي مارجوري وابني في سيارة أخرى تتبعنا. كان الجو العام في البحرين يعد بالبهجة والسعادة، وظلت رائحة العود العلقة بملابسي (لمدة طويلة) تذكرني بذلك الحدث السعيد.

## نهاية حياته
توفي الشيخ حمد بن عيسى بن علي آل خليفة في عام 1942، ودُفن في مقبرة الرفاع.
قصة وفاته
يقول بلغريف في مذكراته:
منذ عدة أعوام والشيخ حمد يعاني من اضطراب في أموره الصحية، وكان المقربون منه قلقين على راحته وصحته، وحين كنا في بريطانيا عام 1936م أشرت عليه بزيارة طبيب أخصائي واكتشفنا أنه كان يعاني من مرض السكر، وبطبيعة الحال لم يكن الأكل العربي المكون من الأرز والتمر عاملا مساعدا في هذه الظروف. وكان من المستحيل أن يلتزم الشيخ حمد بنظام غذائي صارم، فكان العلاج عبارة عن حقن أنسولين، وتم تدريب خادمه الخاص على إعطائه تلك الحقن بانتظام.
وفي طريق العودة أصيب الخادم بلوثة عقلية ورفض إعطاء الشيخ الحقن، الأمر الذي اضطرني للقيام بهذا الدور لأول مرة في حياتي، إلى أن عاد الخادم إلى طبيعته مرة أخرى. كان المطلوب آنذاك أن يقوم الشيخ حمد باختيار ولي عهده وخليفته ولكن بشرط أن يبقى الأمر سرا في محيط العائلة، وكان من رأيي أن يكون ذلك الأمر معلنا لكن الشيخ لم يرغب في ذلك.
أما عدد العارفين بتلك الوصية فقد كانوا أربعة أشخاص فقط، أنا والمعتمد السياسي هيو ويتمان وسكرتيري الهندي ناريان إلى جانب عبد الله بن جبر سكرتير الشيخ الخاص. كتب ناريان الوثيقة وترك في نهايتها مساحة لتوقيع الشيخ والشهود. وفي يوم الجمعة أرسلنا من يحضر الشيخ راشد بن محمد وقاضي السنة الشيخ عبد اللطيف وقاضي الشيعة الشيخ عبد الحسين الحي الذي كان صديقا مقربا لي. وحين وصل الشيخ حمد توجهنا جميعا إلى الشرفة ووقّع الشيخ أمام الجميع على الورقة ثم ثنيت بحيث لا يبدو إلا طرفها السفلي. وطلب من الحاضرين التوقيع عليها، وتم ذلك بإشراف عبد الله بن جبر الذي جمع التواقيع بدقة دون أن تقرأ محتويات الوثيقة.
وتم إيداع الوثيقة في البنك ولم نذكر عنها أي شيء حتى وفاة الشيخ حمد.
وفي سنوات الحرب كان شيخ البحرين يعلن عن موقفه المؤيد للحلفاء ويساهم في تبرعات الحرب لصناعة الطائرات الحربية لبريطانيا.
في 16 فبراير 1942م في العيد العاشر لجلوس لجلوس الشيخ حمد، تأجل الاحتفال المزمع إقامته في قصر القضيبية بسبب الأمطار الغزيرة. لقد كانت أخبار الحرب غير سارة، وكان الشيخ يبدو مرهقا وشاحبا، وبعد يومين من ذلك التاريخ بلغني النبأ السيئ عن إصابة الشيخ بنزيف في الدماغ، وكان آنذاك في رميثه.
الكئابة تحيط بالمنزل الصغير والوجوم على جميع الوجوه، أما الخدم فقد كانوا ينتقلون من مكان إلى آخر بوجوم كامل على الوجوه، وكانت السيارات في حركة مستمرة والجمال ترعى حول المسكن دون أن يهتم بها أحد.
كان الشيخ حمد في غيبوبة كاملة وحوشة كلبته السلوقية بجانبه على الأرض، وكان هناك الدكتور سنو من مستشفى الحكومة والدكتور هاريسون من المستشفى الأمريكي والدكتور هولمز الطبيب السابق في مستشفى فكتوريا التذكاري.
وفي اليوم التالي لم تتحسن صحة الشيخ وطلب مني الشيخ عبد الله بن عيسى أن أطلب من الأطباء استخدام العلق الطبي، وكان علي أنا ومارجوري أن نجمع البعض منه قرب إحدى العيون، وبالفعل جمعنا كمية منه وأرسلناها إلى رميثة.
الجمعة بعد الظهر توفي الشيخ حمد، وإلى جانب حزني الشديد كنت قلقا على الوثيقة السرية المودعة في البنك، فاليوم عطلة ولا يمكنني الوصول إليها قبل الغد. وفي الطريق إلى رميثه توقف موكب السيارات المتجه إلى هناك وخرج بعض الشيوخ ليبلغوني بأنهم اختاروا الشيخ سلمان حاكما بعد والده، عندها تبدد قلقي لأني كنت أعلم ان ذلك ما أراده الشيخ وما ضمنته وصيته المودعة في البنك. دُفن الشيخ حمد في الرفاع وفقدت بدفنه صديقا عزيزا وحزنت البحرين على الراحل الكبير.
الوثيقة كانت في يدي حين توجهت لمجلس الشيخ سلمان بن حمد وقد سر بمحتواها. أما حوشة الكلبة المخلصة فقد ظلت بجوار القبر، وحين أخذناها إلى ساحل البحر عادت إلى المقبرة، وكانت تلك آخر مرة، فبعدها بقيت في منزلي إلى عمر متقدم.
توفي الشيخ حمد في 20 فبراير 1942م، وكان من أهم الإنجازات التي تمت في عهد سموه بعد استخراج النفط، بناء مصفاة النفط، في مشروع تم إنجاز المرحلة الأولى منه في عام 1937م. وقد جرت توسعة المشروع وتطوره فيما بعد، لاستيعاب النفط القادم من المملكة العربية السعودية عبر خطوط أنابيب يبلغ طولها 25 ميلا، ممتدة تحت البحر من مدينة الدمام إلى معمل التكرير في البحرين.

## الأسرة

### الزوجات
تزوج من:
1. عائشة بنت علي آل خليفة: في عام 1894 بعدما ترملت لمدة سنة كاملة عن أخيه الأكبر سلمان بن عيسى بن علي آل خليفة.
2. ابنة الشيخ سلمان بن دعيج آل خليفة.
3. عائشة بنت راشد آل خليفة: ابنة راشد بن محمد آل خليفة.
4. غشله بنت ناصر بن عيسى الغتم

### الأبناء والأحفاد
أنجب عشرة أبناء:
1. سلمان: حاكم البحرين العاشر.
2. علي: ولد في عام 1898. أنجب ابنان وخمس بنات:
  1. عيسى: مفوض العمل عام 1968. وزير العمل والشؤون الاجتماعية من 1993 إلى 1995. وزير النفط والصناعة من 1995 إلى 2005. مستشار رئيس الوزراء لشؤون النفط والصناعة من عام 2005. رئيس شركة الخليج لصناعة البيتروكيماويات وشركة ألمنيوم البحرين. توفي في المستشفى العسكري بالرفاع الغربي في 14 نوفمبر 2015 ودفن في مقبرة الرفاع. تزوج من نورة بنت حاكم البحرين عيسى بن سلمان آل خليفة وأنجب منها ابنان وبنت:
    1. سلمان.
    2. حمد.
    3. ناهد

  2. حمد.
  3. عائشة.
  4. شيخة.
  5. مريم: تزوجت حمد بن عبد الله بن حمد آل خليفة ابن عمها عبد الله بن حمد آل خليفة.
  6. حصة: تزوجت رئيس الوزراء خليفة بن سلمان بن حمد آل خليفة (ولد في عام 1936) الابن الثاني لعمها سلمان بن حمد آل خليفة حاكم البحرين.
  7. منيرة: تزوجت في عام 1959 من محمد بن خليفة بن حمد آل خليفة (ولد في عام 1937) وزير الداخلية السابق والابن الأكبر لعمها خليفة بن حمد آل خليفة. أنجبت ابنان وابنتان.
3. راشد: ولد في عام 1902. توفي من دون ذرية في 24 يناير 1916 عن عمر ناهز 14 سنة.
4. مبارك: ولد في عام 1910. رئيس مجلس المعارف من 1956 إلى 1957. رئيس مجلس الصحة في عام 1957. تزوج أربع مرات الأولى في عام 1927 من ابنة عمه عبد الله بن عيسى آل خليفة والثانية في 13 يوليو 1934 من ابنة عبد الله جابر الدوسري والثالثة في الجسرة في عام 1937 من الابنة الصغرى لحمد بن عبد الله آل خليفة والرابعة في 16 فبراير 1941 من جبر المسلم من الحد. أنجب تسعة أبناء وأربع بنات:
  1. محمد: ولد في عام 1935. نائب رئيس مجلس الوزراء. تزوج موزة بنت خليفة آل خليفة الابنة الكبرى لعمه خليفة بن حمد آل خليفة. أنجب ابن وثلاث بنات:
    1. طارق.
    2. وفاء.
    3. رشا.
    4. ريم.

  2. عبد العزيز: ولد في 10 أكتوبر 1962. سفير البحرين المقيم إلى المملكة المتحدة من 1996 إلى 2002 وسفير غير مقيم إلى هولندا. الوكيل المساعد لوزارة التنسيق والمتابعة من عام 2004. رئيس اللجنة الوطنية لمكافحة الاتجار بالبشر. رئيس فريق العمل الحكومي الدولي لمكافحة الاتجار بالبشر. عضو اللجنة الوطنية لمكافحة الاتجار بالبشر في دولة الإمارات منذ عام 2009. تزوج في عام 1988 من لميس بنت دعيج آل خليفة الابنة الكبرى لدعيج بن خليفة بن محمد آل خليفة وزير الكهرباء والماء السابق وعائشة آل خليفة.
  3. خليفة: أنجب ثلاثة أبناء وخمس بنات:
    1. أحمد.
    2. مبارك.
    3. محمد.
    4. لطيفة.
    5. شيخة.
    6. منيرة: درست في مدرسة ابن خلدون الوطنية.
    7. هيا.
    8. عنود.

  4. راشد.
  5. عبد الرحمن.
  6. ناصر.
  7. عيسى: مساعد مدير البريد في عام 1968. تزوج من نورة بنت سلمان آل خليفة ابنة حاكم البحرين سلمان بن حمد آل خليفة. أنجب ابن وابنة:
    1. مبارك.
    2. لطيفة.

  8. سلمان: أنجب ابن وابنتان:
    1. دعيج.
    2. مريم.
    3. مي.

  9. حمد: تزوج عائشة بنت عبد الله آل خليفة ابنة عمه عبد الله بن حمد آل خليفة. أنجب ابنة:
    1. زينة.
    2. رانيه.

  10. لطيفة: تزوجت راشد بن عبد الله آل خليفة ابن عمها عبد الله بن حمد آل خليفة.
  11. شيخة: تزوجت من محمد بن دعيج آل خليفة الابن الرابع لعمها دعيج بن حمد آل خليفة. أنجبت ثلاثة أبناء.
  12. ثاجبة: تزوجت عيسى بن علي آل خليفه ابن عمها علي بن حمد آل خليفه أنجبت بنت وولدين توفيت في 25 أكتوبر 1995.
  13. نورة. تزوجت خالد بن علي بن محمد آل خليفه
5. عبد الله: ولد في عام 1911. رئيس مجلس التجارة. تزوج من ابنة عمه عبد الله بن عيسى آل خليفة. أنجب عشرة أبناء وابنة:
  1. حمد.
  2. عبد الرحمن: أنجب ابن:
    1. عبد الله.

  3. خليفة: أنجب ثلاثة أبناء:
    1. بدر.
    2. عبد الله.
    3. محمد.

  4. محمد: أنجب خمسة أبناء:
    1. جابر.
    2. راشد: أنجب ابنان:
      1. سلمان.
      2. فهد.

    3. خالد: أنجب ابنان:
      1. إبراهيم.
      2. عبد الله.

    4. خليفة.
    5. حمد.

  5. خالد.
  6. راشد: تزوج لطيفة بنت مبارك آل خليفة ابنة عمه مبارك بن حمد آل خليفة. أنجب ابنان وخمس بنات:
    1. عبد الله.
    2. حمد.
    3. نوف.
    4. بسمة.
    5. عاليه.
    6. مشاعل.
    7. جواهر.

  7. عيسى: الوكيل المساعد في هيئة شؤون الطيران المدني. الوكيل المساعد في وزارة التنمية والصناعة. مالك فندق رمادا البحرين ومزرعة الدانة. مدير في شركة طيران الخليج. توفي في المستشفى العسكري بالرفاع الغربي في 4 يونيو 2003 ودفن في مقبرة الرفاع. أنجب أربعة أبناء وثلاث بنات:
    1. عبد الله: توفي في حياة والده في عام 1998. أنجب ابن:
      1. محمد.

    2. حمد: تزوج من ريم بنت سلمان آل خليفة ابنة سلمان بن عبد الله بن حمد آل خليفة وثاجبة بنت سلمان بن حمد آل خليفة. أنجب ثلاثة أبناء وابنة:
      1. عبد الله.
      2. سلمان.
      3. عيسى.
      4. ضوى.

    3. نواف.
    4. راشد. أنجب ابنان:
      1. عبد الله.
      2. سلمان.

    5. مريم.
    6. هيا.
    7. نورة.

  8. سلمان: تزوج من ثاجبة بنت سلمان آل خليفة ابنة عمه حاكم البحرين سلمان بن حمد آل خليفة. أنجب ثلاثة أبناء وابنتان:
    1. خالد: تزوج من مروة آل خليفة. أنجب ابنان وابنة: وتوفي عام 2009
      1. سلمان.
      2. عبد الرحمن.
      3. ثاجبة.

    2. فهد: تزوج من بسمة بنت راشد آل خليفة. أنجب أربعة أبناء:
      1. فيصل.
      2. سلمان.
      3. عبد الله.
      4. راشد.

    3. محمد: تزوج من مشاعل بنت راشد آل خليفة. أنجب ابن وثلاث بنات:
      1. سلمان.
      2. الهنوف.
      3. ديم.
      4. ضوى.

    4. ريم: تزوجت حمد بن عيسى آل خليفة ابن عيسى بن عبد الله بن حمد آل خليفة. أنجبت ثلاثة أبناء وابنة.
    5. هيفاء.

  9. علي: تزوج مريم بنت عيسى آل خليفة الابنة الصغرى لحاكم البحرين عيسى بن سلمان آل خليفة وحصة بنت سلمان آل خليفة. أنجب ابنان وثلاث بنات:
    1. عيسى.
    2. عبد الله.
    3. حصة.
    4. لولوة.
    5. منيرة.

  10. حمد: تزوج مريم بنت علي آل خليفة الابنة الصغرى لعلي بن حمد آل خليفة. أنجب ابن وأربع بنات:
    1. عبد الله.
    2. وجدان.
    3. أنوار.
    4. ياسمين.
    5. فاطمة.

  11. حمود: ولد في عام 1959. مدير عام الرياضة. محافظ محافظة العاصمة. تزوج من مها بنت عطية الله آل خليفة ابنة عطية الله بن عبد الرحمن آل خليفة. أنجب ثلاثة أبناء وابنة:
    1. عبد الله.
    2. خالد: ولد في 11 مايو 1985. درس في مدرسة ابن خلدون الوطنية ثم في جامعة بينتلي بالولايات المتحدة حيث حصل على شهادة البكالريوس في عام 2007 ثم حصل على شهادة الماجستير من جامعة نورثومبريا.
    3. حمد.
    4. العنود.

  12. عائشة: تزوجت من حمد بن مبارك آل خليفة ابن عمها مبارك بن حمد آل خليفة. أنجبت ابنتين.
6. دعيج: ولد في عام 1915. رئيس المحكمة العليا ورئيس المحاكم القانونية من 1942 إلى 1956. وزير العدل من 1956 إلى 1969. تزوج في الحد في 13 أبريل 1934 من شيخة بنت عبد الله آل خليفة ابنة عمه عبد الله بن عيسى آل خليفة. توفي في لندن في 22 أبريل 1969 عن عمر ناهز 54 سنة. أنجب خمسة أبناء وبنتين:
  1. سلمان: نائب رئيس المحاكم القانونية في عام 1968. سفير البحرين المقيم إلى المملكة المتحدة وسفير غير مقيم إلى إسبانيا في عام 1972. رئيس جمعية البحرين في لندن عام 1972. تزوج من هيا بنت خليفة آل خليفة الابنة الصغرى لعمه خليفة بن حمد آل خليفة. أنجب ابنان وثلاث بنات:
    1. بدر: درس في الجامعة الأمريكية بواشنطون. المدير العام لمكتب مبيعات شركة طيران الخليج في المنامة. عضو مجلس إدارة اتحاد البحرين لوكلاء السفر والسياحة.
    2. دعيج: ولد في 22 يوليو 1969. رئيس مجلس إدارة شركة ألمنيوم البحرين (ألبا) منذ 2014.[4][5]
    3. ندى.
    4. بسمة.
    5. ياسمين.

  2. حمد: ولد في عام 1946. أنجب ابن:
    1. دعيج.

  3. عيسى: تزوج مريم بنت خليفة آل خليفة ابنة خليفة بن محمد آل خليفة. توفي في أكتوبر 2000. أنجب ابنان وأربع بنات:
    1. أحمد.
    2. دعيج.
    3. رنا: درست في الجامعة الأمريكية في البحرين. المستشار الصحفية لوزير الخارجية في عام 2008.
    4. لطيفة.
    5. نورة.
    6. مها.

  4. محمد: تزوج من شيخة بنت مبارك آل خليفة ابنة عمه مبارك بن حمد آل خليفة. أنجب ثلاثة أبناء:
    1. دعيج.
    2. مبارك.
    3. أحمد.

  5. صباح: مدير إدارة الهجرة والجوازات في عام 1997. أنجب ابنان وثلاث بنات:
    1. دعيج.
    2. عبد الرحمن: ولد في 1960. عقيد في وزارة الداخلية. المدير العام للإدارة العامة للمرور من 2007 إلى وفاته في 2013.
    3. هيا.
    4. نجلاء: درست في كلية البحرين الجامعية.
    5. شيخة.

  6. ثاجبة.
  7. لطيفة.
7. أحمد: ولد في عام 1918. تزوج في الحد في 22 أبريل 1935 من ابنة عمه عبد الله بن عيسى آل خليفة.
8. خليفة: مدير عام إدارة الشرطة والأمن العام من 1937 إلى 1961. أنجب ثمانية أبناء وأربع بنات:
  1. محمد: ولد في عام 1937. درس في أكاديمية ساندهيرست العسكرية الملكية. مفوض الشرطة في عام 1959. مدير إدارة الهجرة والجوازات من 1966 إلى 1970. نائب المدير العام لإدارة الشرطة والأمن العام من 1970 إلى 1973. وزير الداخلية من 1973 إلى 2004. تزوج في عام 1959 من منيرة بنت علي آل خليفة الابنة الصغرى لعمه علي بن حمد آل خليفة. أنجب ابنان وابنتان:
    1. فواز: ولد في عام 1965. سفير البحرين إلى المملكة المتحدة من 2015.
    2. طلال. ولد عام 1972 تزوج رنا بنت عيسى بن دعيج آل خليفه وأنجب 1- حمد 2- عيسى 3- محمد
    3. لمياء: ولدت عام 1962 تزوجت خالد بن خليفة بن محمد آل خليفة رئيسة جمعية النور للبر الخيرية منذ عام 1997
    4. أماني. ولدت عام 1971

  2. راشد: ولد في عام 1952. درس في جامعة هاستينغز. فنان ورسام. مدير إدارة السياحة والآثار من 1984 إلى 1988. الوكيل المساعد للسياحة والآثار من عام 1988. وكيل وزارة الداخلية لشؤون الهجرة والجوازات. رئيس جمعيتي البحرين للفنون ومشاريع السياحة. تزوج من لولوة بنت خليفة آل خليفة الابنة الوحيدة لرئيس الوزراء خليفة بن سلمان بن حمد آل خليفة وحصة بنت علي آل خليفة. أنجب ثلاثة أبناء وثلاث بنات:
    1. عبد الله.
    2. خليفة: ولد في الرفاع الغربي في 11 أكتوبر 1986. درس في مدرسة ابن خلدون الوطنية ثم أكاديمية ساندهيرست العسكرية الملكية. ملازم ثاني في قوة دفاع البحرين من 12 يونيو 2006. رئيس نادي الرفاع الرياضي.
    3. محمد: درس في مدرسة ابن خلدون الوطنية ثم أكاديمية ساندهيرست العسكرية الملكية. ملازم ثاني في قوة دفاع البحرين من 13 أغسطس 2010.
    4. نور.
    5. حصة: درست في مدرسة ابن خلدون الوطنية.
    6. عائشة.

  3. سلمان: تزوج من عائشة بنت خليفة آل خليفة ابنة خليفة بن محمد آل خليفة. أنجب ثلاثة أبناء وابنتان:
    1. حمد.
    2. عبد العزيز.
    3. محمد.
    4. تالة.
    5. لمى.

  4. عيسى.
  5. حمد.
  6. عبد الله.
  7. خالد.
    1. إبراهيم بن خليفة بن حمد آل خليفة تزوج فاطمه بنت عبد الرزاق العلواني وأنجب ابنه

  8. خليفة عام 2016
  9. موزة: تزوجت من محمد بن مبارك بن حمد آل خليفة ابن عمها مبارك بن حمد آل خليفة. أنجبت ابن وثلاث بنات.
  10. هيا: تزوجت في مايو 1950 من من حميد بن محمد آل خليفة (توفي إثر حادث سيارة في عام 1960) ابن عمها محمد بن عيسى آل خليفة. أنجبت ابنان.
    1. نوره بنت خليفة ولدت عام 1965
    2. نجلاء بنت خليفة وأدت عام 1972
9. أحمد: ولد في عام 1920. تزوج في 22 أبريل 1935 من ابنة عبد الله بن عيسى آل خليفة.
10. إبراهيم: ولد في عام 1906. تزوج ثلاث مرات الأولى من ابنة عمه الشيخ محمد بن عيسى آل خليفة والثانية طفلة والثالثة سبيكة الجلاهمة. أنجب ستة أبناء وتسع بنات:
  1. خليفة: تزوج من ابنة خاله الشيخ راشد بن محمد بن عيسى آل خليفة. توفي في 18 أكتوبر 2001 ودفن في مقبرة الرفاع. أنجب ثلاث أبناء وسبع بنات:
  2. عبد الرحمن: توفي في 10 يناير 2010. أنجب ثلاثة أبناء وابنة واحدة:
    1. حمد.
    2. عبد العزيز.
    3. راشد.
    4. عائشة: توفيت في 29 سبتمبر 2015.[6]

  3. عيسى.
  4. حمود.
  5. حمد:
  6. نواف
  7. ثاجبة: توفيت 21 أكتوبر 2008.
  8. شيخة. توفيت في 9 أغسطس 2024.[7]
  9. نورة.
  10. آمنة.
  11. لطيفة.
  12. لولوة.
  13. عبلة.
  14. هيا.
  15. خديجة.